# Antonio Lanfranchi

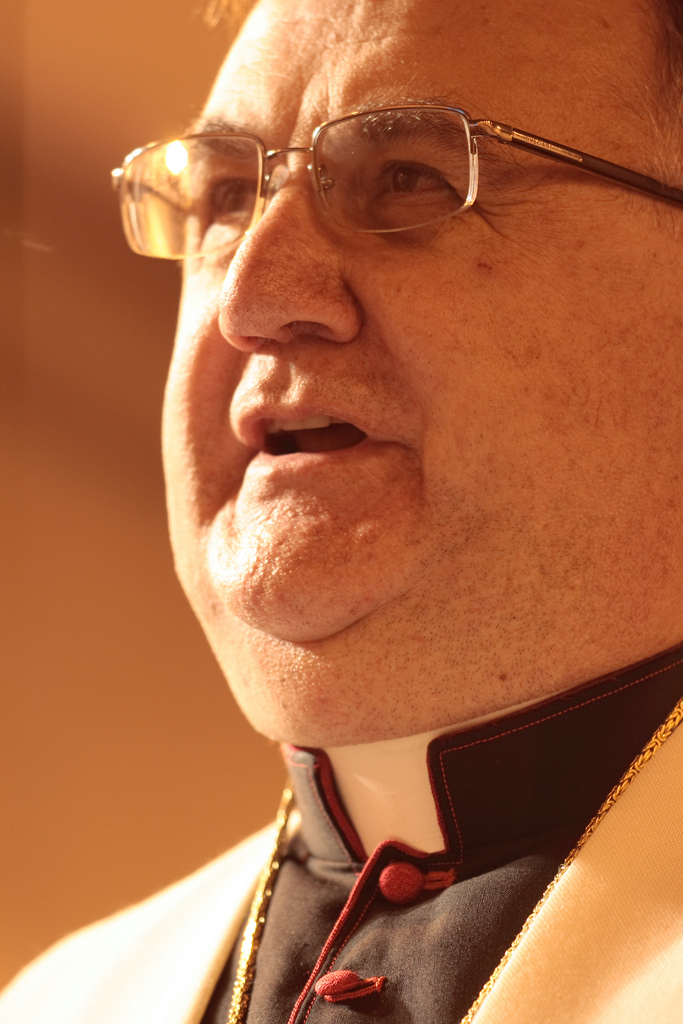
Bischof Antonio Lanfranchi (vor 2010)

Antonio Lanfranchi (* 17. Mai 1946 in Grondone di Ferriere; † 17. Februar 2015 in Modena) war Erzbischof von Modena-Nonantola.

## Leben

Erzbischofswappen

Antonio Lanfranchi empfing am 4. November 1971 die Priesterweihe.
Papst Johannes Paul II. ernannte ihn am 3. Dezember 2003 zum Bischof von Cesena-Sarsina. Der Bischof von Piacenza-Bobbio, Luciano Monari, spendete ihm am 11. Januar des nächsten Jahres die Bischofsweihe; Mitkonsekratoren waren Paolo Romeo, Apostolischer Nuntius in Italien und San Marino, und Lino Esterino Garavaglia OFMCap, Altbischof von Cesena-Sarsina. Die Amtseinführung im Bistum fand am 25. Januar 2003 statt. Als Wahlspruch wählte er Christi simus non nostri.
Papst Benedikt XVI. ernannte ihn am 27. Januar 2010 zum Erzbischof von Modena-Nonantola und er wurde am 14. März desselben Jahres in das Amt eingeführt.
Er verstarb am 17. Februar 2015 nach längerer, schwerer Krankheit im Universitätsklinikum von Modena. Die Beisetzung Antonio Lanfranchis fand am 19. Februar desselben Jahres unter Leitung von Carlo Kardinal Caffarra, Erzbischof von Bologna, statt.